# یتمینیستر
یتمینیستر (به انگلیسی: Yetminster) یک روستا و محله مدنی در بریتانیا است که در دورست غربی واقع شده‌است. یتمینیستر ۱٬۱۰۵ نفر جمعیت دارد.